# 마리 (예루살렘)

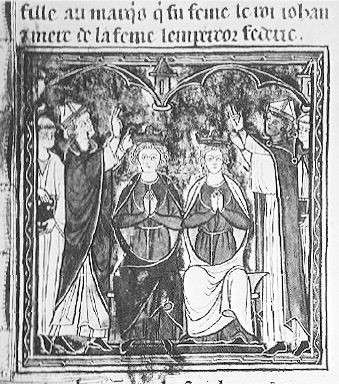
마리와 장 드 브리엔의 대관식

마리 드 몽페라(Marie de Montferrat) 혹은 마리 달레람(Marie d'Alérame)은 예루살렘 여왕이다. 이사벨 1세와 코라도 델 몬페라토 변경백의 딸이다. 부친의 작위 몬페라토 변경백에 따라 마리아 델 몬페라토(Maria del Monferrato) 혹은 마리아 델리 알레라미치(Maria degli Aleramici)로도 불린다.